# Козырева, Юлия Геннадьевна
Юлия Геннадьевна Козырева (Коваль) (род. 20 марта 1992 года, Коломна, Московская область) — российская конькобежка, серебряная и бронзовая призер Чемпионата России, победительница II Чемпионата мира среди студентов 2014 на дистанции 500 метров. Мастер спорта России. Выступала за клуб СКА (Санкт-Петербург)

## Биография
Юлия Козырева начала заниматься конькобежным спортом в 1998 году, в возрасте 6 лет под руководством тренера Дмитрия Дорофеева. 
Её первым успехом стало 2-е место на молодёжном чемпионате России в многоборье в 2007 году. В 2008 и 2009 годах занимала 3-е место в командной гонке. На чемпионате России среди юниоров в 2010 и 2011 годах занимала 3-е место в забеге на 500 м и 1-е место в командной гонке. В декабре 2013 года на зимней Универсиаде в Трентино стала 5-й в беге на 500 м и 9-й на 1000 м.
В 2014 году она дебютировала на чемпионате мира в спринтерском многоборье, где заняла 17-е место в общем зачёте. В том же году выиграла на дистанции 500 м и заняла 2-е место на 1000 м на соревнованиях студентов в подмосковной Коломне., а также выиграла на дистанции 500 м на II чемпионате мира среди студентов в казахской Алма-Ате. В декабре на этапе Кубка мира в Херенвене в дивизионе В Юлия заняла 2-е место в забеге на 500 м с результатом 39,32 сек.
В 2015 году на чемпионате России в Коломне заняла 2-е место на дистанции 500 м. Следом участвовала на чемпионате мира на отдельных дистанциях в Херенвене, где заняла 19-е место на дистанции 500 м. В том же году в спринтерском многоборье на ЧР заняла 4-е место. В 2016 году участвовала только на Кубке мира и заняла в общем зачёте 41-е место.
В феврале 2017 года на зимней Универсиаде в Алма-Ате Козырева заняла 9-е место на дистанции 500 м. В 2018 году заняла 3-е место в командном спринте на чемпионате России.

## Личная жизнь
Юлия Козырева окончила в Коломне Государственный социально-гуманитарный университет на факультете физического воспитания. Замужем за Денисом Ковалем, российским конькобежцем, членом олимпийской сборной команды России в 2014 году. Она любит читать книги по психологии, готовит, играет в футбол.